# داریو شاریچ (بازیکن فوتبال)
داریو شاریچ (انگلیسی: Dario Šarić؛ زادهٔ ۳۰ مهٔ ۱۹۹۷) بازیکن فوتبال است.
از باشگاه‌هایی که در آن بازی کرده‌است می‌توان به باشگاه فوتبال روبور سیه‌نا اشاره کرد.
وی همچنین در تیم‌های ملی فوتبال Bosnia and Herzegovina national under-17 football team و Bosnia and Herzegovina national under-19 football team بازی کرده‌است.